# Agematsu, Nagano
Agematsu (上松町 Agematsu-machi) là thị trấn thuộc huyện Kiso, tỉnh Nagano, Nhật Bản. Tính đến ngày 1 tháng 10 năm 2020, dân số ước tính thị trấn là 4.131 người và mật độ dân số là 25 người/km2. Tổng diện tích thị trấn là 168,4 km2.

## Địa lý

### Đô thị lân cận
- Nagano
  - Komagane
  - Miyada
  - Kiso
  - Ōkuwa
  - Ōtaki

## Giao thông

### Đường sắt
- JR Tōkai - Tuyến Chūō chính
  - Agematsu - Kuramoto

### Đường bộ
- Quốc lộ 19